# Химия навсегда
Химия навсегда. О гороховом супе, опасности утреннего кофе и пробе мистера Марша (англ. The Last Alchemist in Paris: And Other Curious Tales from Chemistry) — научно-популярная книга Ларса Орстрёма (англ. Lars Öhrström) о «химических элементах и нашем взаимодействии с ними» в жанре детектива. Книга переведена на русский язык с английского Оксаной Постниковой, издана издательством КоЛибри в 2021 году и вошла в короткий список премии «Просветитель. Перевод» 2021 года .
The Guardian: «От первого романа Агаты Кристи до сатирической пьесы Джорджа Бернарда Шоу — потрясающие истории… у Орстрема талант находить в детективных сюжетах материал для научных лекций».
Сайт «Metro International» в недельном обзоре книжных новинок выделил книгу, написав, что «„Химия всегда“ — не из того научпопа, который читается взахлёб, и скорее подойдёт для школьников, но и взрослым может быть интересно».